# Hey Stoopid
Hey Stoopid ist das 19. Studioalbum und zwölfte Soloalbum von Alice Cooper und wurde am 2. Juli 1991 veröffentlicht.
Nach dem Erfolg des Albums Trash wollte Alice Cooper mit Hey Stoopid nahtlos daran anknüpfen. Er verfolgte die Einbeziehung von Gastmusikern weiter und konnte u. a. Ozzy Osbourne, Vinnie Moore, Steve Vai, Nikki Sixx, Mick Mars und Slash für das Album gewinnen. An den Liedtexten waren neben Vic Pepe und Jack Ponti auch Desmond Child, Al Pitrelli, Ian Richardson und Zodiac Mindwarp beteiligt.

## Erfolg und Rezeption
Hey Stoopid konnte in den deutschen Charts Platz sieben erreichen und war nach Billion Dollar Babies aus dem Jahr 1973 die dritte Top-10-Platzierung eines Alice-Cooper-Albums in Deutschland. In Österreich hielt sich das Album insgesamt zwölf Wochen und erreichte dort ebenfalls den siebten Platz. In der Schweiz wurde die bislang einzige Top-10-Platzierung erreicht.
Für Alex Henderson von Allmusic ist das Album hauptsächlich gelungen und weit entfernt davon schlecht zu sein, aber er bezeichnet es auch als nicht unbedingt notwendig. Insgesamt ist das Album für ihn lediglich für ergebene Cooper-Fans geeignet. Deutlich positiver äußerte sich Alex Straka von Powermetal.de. Für ihn ist Hey Stoopid ein Album, das „in Sachen Melodienreichtum, Dynamik, Harmonie und überirdischen Arrangements alles ausstach, was im Melodic Rock Rang und Namen hatte“. Das Lied Might as Well Be on Mars sieht er gar als „eine der epischsten Balladen der kompletten Rockgeschichte“.

## Titelliste
1. Hey Stoopid (Alice Cooper, Vic Pepe, Jack Ponti, Bob Pfeifer) – 4:34
2. Love’s a Loaded Gun (Cooper, Pepe, Ponti) – 4:11
3. Snakebite (Cooper, Pepe, Ponti, Pfeifer, Lance Bulen, Kelly Keeling) – 4:33
4. Burning Our Bed (Cooper, Al Pitrelli, Pfeifer, S. West) – 4:34
5. Dangerous Tonight (Cooper, Desmond Child) – 4:41
6. Might as Well Be on Mars (Cooper, Dick Wagner, Child) – 7:09
7. Feed My Frankenstein (Cooper, Zodiac Mindwarp, Ian Richardson, Nick Coler) – 4:44
8. Hurricane Years (Cooper, Pepe, Ponti, Pfeifer) – 3:58
9. Little by Little (Cooper, Pepe, Ponti, Pfeifer) – 4:35
10. Die for You (Cooper, Mick Mars, Nikki Sixx, Jim Vallance) – 4:16
11. Dirty Dreams (Cooper, Pfeifer, Vallance) – 3:29
12. Wind-Up Toy (Cooper, Pepe, Ponti, Pfeifer) – 5:27

## Besetzung
- Alice Cooper: Gesang
- Mickey Curry: Schlagzeug
- Stef Burns: E-Gitarre
- Hugh McDonald: Bass
- Joe Satriani: Gitarre bei Hey Stoopid, Burning Our Bed, Feed My Frankenstein, Little by Little und Wind-Up Toy
- Vinnie Moore: Gitarre bei Hurricane Years und Dirty Dreams
- Steve Vai: Gitarre bei Feed My Frankenstein
- Slash: Gitarre bei Hey Stoopid
- Nikki Sixx: Bass bei Feed My Frankenstein
- Mick Mars: Gitarre bei Die for You
- Ozzy Osbourne: Backing Vocals bei Hey Stoopid